# Alysia brachycera
Alysia brachycera är en stekelart som beskrevs av Thomson 1895. Alysia brachycera ingår i släktet Alysia och familjen bracksteklar. Arten är reproducerande i Sverige. Inga underarter finns listade i Catalogue of Life.